# Zítra
Zítra nebo zítřek je den, který následuje po dnešku.
Slovo původně vzniklo z výrazu „za jitra“ nebo „z jitra“ (rozumí se z(a) jitra dalšího dne).[zdroj?] Podobně např. slovenské „zajtra“ nebo německé „morgen“ (znamená ráno i zítra). 
Obecně může zítra znamenat i více než jeden den. Někdy je to výraz označující budoucnost jako celek. V totalitní praxi pak sousloví „zářivé zítřky“ mělo označovat skvělou a světlou budoucnost lidstva v komunismu. Sovětský svaz byl propagandisticky označován za zemi, kde zítra znamená včera.